# Rhea Harder
Rhea Harder (Berlino, 27 febbraio 1976) è un'attrice tedesca.
È Sarah nella serie televisiva Lolle. Ha recitato in numerose altre serie televisive tedesche, tra le quali Alles außer Sex e Hamburg Distretto 21.

## Biografia
Rhea Harder ha conseguito la maturità nel 1995. Ha poi studiato recitazione e dizione con Henriette Gonnermann e Heidelotte Diehl.
Nel 1993, Harder apparve in quattro episodi della soap opera Gute Zeiten, schlechte Zeiten interpretando il ruolo di Susanne Krüger, prima di recitare, dal 1996 in poi, per sei anni in un ruolo da protagonista, vale a dire quello di Florentine "Flo Spira" Spirandelli di Montalban di Montalban. Durante la partecipazione alla soap opera, si è anche esibita come cantante.
Dal 2003 al 2005 è apparsa poi nella serie Lolle.
Nel  2004 è diventata madre per la prima volta. La sua gravidanza è stata inserita nella trama della serie televisiva e anche suo figlio è apparso nella serie, interpretando il ruolo di Ben. 
Nel 2005/2006 è apparsa nella serie televisiva Alles außer Sex. 
Dal 2006 ha iniziato a recitare nella serie ZDF Hamburg Distretto 21, dove interpreta la giovane poliziotta Franziska "Franzi" Jung. 
Nel 2009 ha prestato la propria voce come Gabriele "Gaby" Glockner nel dramma radiofonico TKKG, sostituendo Veronika Neugebauer morta di cancro.
Nel giugno 2013 Harder ha sposato il suo fidanzato storico Jörg Vennewald.  Insieme hanno un figlio (nato nel 2010)  e una figlia (nata nel 2014); la famiglia vive ad Amburgo.

## Filmografia

### Cinema
- Flashback - Mörderische Ferien, regia di Michael Karen (2000)

### Televisione
- Markus Merthin, medico delle donne (Frauenarzt Dr. Markus Merthin) – serie TV, 4 episodi (1995)

- Am liebsten Marlene – serie TV, episodio 1x17 (1999)
- Gute Zeiten, schlechte Zeiten – serie TV, 53 episodi (1996-2002)
- Squadra speciale Lipsia (SOKO Leipzig) – serie TV, episodio 3x04 (2002)
- Stefanie (Für alle Fälle Stefanie) – serie TV, 8 episodi (1996-2003)
- Lolle (Berlin, Berlin) – serie TV, 60 episodi (2003-2005)
- Balko – serie TV, episodio 7x16 (2005)
- Guardia costiera (Küstenwache) – serie TV, episodi 4x05-6x12-9x05 (2001-2006)
- Alles außer Sex – serie TV, 12 episodi (2005-2007)
- Dora Heldt – serie TV, episodio 1x08 (2016)
- Bad Cop: Kriminell gut – serie TV, episodio 1x01 (2017)
- SOKO Wismar – serie TV, episodi 5x04-17x10 (2008-2019)
- Die Bergretter – serie TV, episodio 13x06 (2021)
- Hamburg Distretto 21 (Notruf Hafenkante) – serie TV, 304 episodi (2007-in corso)